# Los Tucusitos
Los Tucusitos es un coro infantil de aguinaldos, Venezuela. Inicialmente su nombre fue el grupo de la Escuela Crucita Delgado, pero cuando en 1961 tuvieron un éxito rotundo con el aguinaldo “Tucusito”, cambiaron al siguiente año al nombre de “Los Tucusitos”. Cantan villancicos y parrandas navideñas, inicialmente constituida por niñas, que se creó en 1959 bajo la conducción del Profesor Moisés Peña, lograron gran popularidad con los temas: “Tucusito”, “Un feliz año pa’ti” y “Serena” son reconocidas como Patrimonio Cultural de Venezuela.

## Biografía
El Coro Infantil nació un 4 de noviembre de 1959, bajo la dirección del Profesor Ely Moisés Peña, quien impulso un estilo alegre, propio y reconocible en la instrumentación y el canto, dedicó al proyecto gran parte de su vida hasta su muerte en 1997. Fue fundada en la parroquia La Pastora, en la escuela de educación primaria Crucita Delgado en el Sector Los Robles, y la escuela Paz Castillo, parroquia San José, Caracas. Desde sus inicios, Los Tucusitos han estado constituidos por niñas en edad escolar. Esta Coral competía con un gran número de agrupaciones de aguinaldos, dirigidos por  músicos profesionales y niños de las distintas comunidades, para las misas de aguinaldos de las iglesias y las actividades parroquiales. Se caracterizaba por la sucesión de las cantantes al salir de la edad infantil. Su origen se debe a la costumbre en Venezuela, venida de los  años 40 y 50, donde colegios y escuelas organizaban grupos de aguinaldos y concursos para la temporada navideña y todo se originaba, con la intención de celebrar en familia y de casa en casa, con parrandas y aguinaldos las fiestas decembrinas, el tema principal era el nacimiento del niño Dios o niño Jesús y el abrazo del fin de año o 31 de diciembre. Lograron gran popularidad con los temas: “Tucusito”, cantada por Trina Blanco y escrito por Domingo Higuera, así como las interpretaciones de  “Un feliz año pa’ti” y “Serena” que los llevó al mundo de la Radio y la Televisión. Lograron grandes éxitos que hoy perviven en el imaginario colectivo y que se trasmite de padres a hijos. Desde 1959 hasta 2018 Los Tucusitos han grabado 30 discos con más de 50 años de actividad musical, resaltando siempre la celebración de La Navidad. Los Tucusitos son el único grupo infantil de aguinaldos que se mantiene como patrimonio del folklore nacional. Su éxito fue tal, que de muchas instituciones escolares, surgieron grupos como Los Caminanticos, Armonía Navideña de Sebastián Padrón y el grupo de Domingo HiIguera, La Rondallita, con su "Fuego al cañón" de Oswaldo Oropeza y que fueron quienes grabaron “El burrito sabanero”, cuya autoría pertenece a Hugo Blanco.

## Los dos periodos de Los Tucusitos
Los Tucusitos nacen dentro de esa perspectiva tradicional navideñas en Venezuela y se definen en dos periodos del Coro Infantil: la dirigida por Moisés Peña y la actual Fundación que lleva su nombre, dirigida por Freddy Suárez.
La primera etapa desde 1959 hasta 1997 de grandes éxitos hasta el fallecimiento del profesor Moisés Peña. Luego la segunda etapa iniciada en 2003.

### Primer periodo
Bajo la impulso del Párroco Emilio Blaslow de conformar un coro infantil escolar y la iniciativa del profesor Moisés Peña que impartía clases en dicha escuela, se conformó un importante equipo de músicos entusiasmados por la idea, donde se contaba con el reconocido contrabajista José Quintero "Gran Negro Quintero" (padre del famoso cantante Frank Quintero), con el objetivo de llevar la enseñanza musical en los espacios populares como parte de desarrollo artístico y mantener las tradiciones culturales de la nación. Inician los ensayos en la escuela Crucita Delgado en el sector popular de Lídice, ubicada en La Pastora, en la escuela Paz Castillo, y asimismo en la casa de la “Familia González”, ubicada en el sector Castillito de la parroquia La Pastora. Ofrecieron su primer recital, en diciembre de 1959 en la Casa Parroquial de la iglesia de Lídice en Caracas. 
El exitoso tema: Los Tucusitos
En septiembre de 1960, el conjunto de la escuela incluyó dentro de su repertorio un nuevo tema navideño dedicado a un pajarito muy tradicional: "Tucusito", tema compuesto por el maestro de esa misma escuela, Domingo Higuera y cantada por la joven Trina Blanco, los aplausos no se hicieron esperar y retumbaron en el interior de la iglesia, el impacto del tema fue tal, que la gente en la comunidad comenzó a apodar la agrupación con el nombre de Los Tucusitos, nombre que adoptaron, siendo la disquera "Gramcko" en junio de 1961, que grabó su primer disco (LP) con el título "El Tucusito" junto a 10 canciones más, que resultó ser un éxito, sonando de manera constante en las emisoras venezolanas en diciembre de 1961.
La exitosa interpretación del tema: Feliz año pa ti
El despegue total se inició cuando decidieron participar en una competencia musical a nivel nacional, donde se presentaron  45 conjuntos de aguinaldos, el cual se realizó en el Programa “Buscando Éxito” de la emisora de Radio Continente, producido por Armando Palacios. Allí el coro infantil Los Tucusitos junto a la excelente dirección de Moisés Peña, ganaron el primer premio con el famoso tema: “Un feliz año pa’ti” del compositor Gustavo García, cantada por la solista Trina Blanco. desde se proyectan al estrellato se presentan por primera vez en televisión en los estudios de Héctor Monteverde en Radio Caracas Televisión , y graban bajo el sello de la famosa disquera "Velvet" el disco denominado: “Tucusito”. Luego le seguirían éxitos como , “Serena”, “El Colibrí”, “Fin de año”, “Las Promesas” y “El Cardenalito”, entre muchos otros. En total, han logrado producir 23 discos, en 23 años de puros éxitos de aguinaldos navideños.

#### Desde 1961 y hasta 1984
Se mantuvo en la popularidad del público venezolano, ya que en los meses de noviembre de todos los años la agrupación sacaba su disco de aguinaldos, y eran parte de la tradición navideña. Se presentaron en famosos programas como en El show de Renny, De Fiesta con Venevisión, también estuvieron junto a Mirtha Pėrez en el teatro Municipal celebrando sus 15 años de vida artística por Venevisión, así como varias presentaciones en el programa de Amador Bendayan, Sábado Sensacional. Participaron en el show de Fantástico con Guillermo Gonzålez en 1983 en el canal de Radio Caracas TV. Y en el canal Venezolana de Televisión en un programa llamado, "Una hora con Los Tucusitos" con los animadores Desire Rolandos, Isa Dobles y Bob Rangel, así mismo participaron en festivales musicales por Radio Continente con Raquel Castaños y del gaitero Betulio Medina.

#### A partir de 1985 y hasta 1991
A partir de 1985 y hasta 1991, Los Tucusitos continuaron sus presentaciones en distintos lugares de Caracas y el interior del país, Los logros del profesor Peña con el grupo fueron reconocidos con dos Guaicaipuro de Oro y dos Disco de Oro de la discográfica Velvet, entre otros.

### Fallecimiento de Moisés Peña
A pesar de sus éxitos el director del grupo nunca abandonó totalmente sus actividades docentes, fue nombrado Director Musical a Nivel Nacional por el Ministerio de Educación, para impulsar proyecto: Los Tucusitos, en Escuelas y Colegios, sin embargo a partir de 1993, su salud se fue desmejorando luego de la muerte de su madre, no obstante hasta el último día estuvo ensayando y participando con sus Tucusitas en los eventos más importantes del país, siempre renovando y siempre creando para la temporada decembrina. Fallece en 1997 dejando un gran legado.

### Segundo periodo
Se inicia en 2003 cuando Edgar Suárez comienza a ubicar las ex-tucusitas de Moisés Peña, quienes lo ayudan a montar las voces y coreografía a más de 20 niñas coristas y solistas entre 7 y 12 años para formar los nuevos tucusitos, logrando en diciembre de ese año varias presentaciones en la Televisión Nacional Canal 8, sin embargo, debido a controversia con Edgar Suárez se separan las extucusitas del nuevo proyecto, ya que convinieron en que se distorsionó la esencia original del grupo. Edgar Suárez concreta la Fundación Moisés Peña "Los Tucusitos", continuando con las 20 niñas coristas y solistas que formaron la extucusitas, además de 7 músicos que las acompañan, luego pasa a la dirección de Freddy Suárez, donde graban en 2004 su primera producción en formato (CD) "Llegaron Los Tucusitos", donde comparten con dos reconocidos intérpretes: Vladimir Lozano y Memo Morales. Posteriormente en 2008 grabar un disco titulado "La Orquesta Sinfónica Venezuela presenta a: Los Tucusitos"  con 12 temas entre los que se encuentran "Hallaquita y rumbita", "El metro", "Navidad tecnológica", "Popurrí navideño", que incluye parte de los aguinaldos tradicionales de las fiestas decembrinas, "Páramelo ahí", tema que ya cuenta con un video y "Entre gaitas y aguinaldos" en los que participó Francisco Pacheco, vocalista de la reconocida agrupación Un Solo Pueblo.
Esta nuevo reimpulso de Los Tucusitos son acompañadas con cantantes de renombre como Mirtha Pérez, Simón Díaz, Memo Morales, asimismo la cantante de música folclórica Mirna Ríos participa en la actividad formadora en 2015 y se presentan Los Tucusitos en el Teatro Teresa Carreño con la solista del grupo Nicole Zapata en diciembre de ese año. Para el 2018 la agrupación cuenta con una plantilla de 105 niños en formación, con canciones y coreografía de primer orden. También se creó la escuela “Los Tucusitos”, donde se les enseña a los más pequeños el uso de los instrumentos musicales, así como técnicas vocales.

## Éxitos musicales
Los temas más exitosos los podemos señalar como; "Tucusito", "Feliz Año Pa Ti", "Serena", "Que Es Lo Que Pasa", "El Niñito Rubio", "El Clavel Celoso", "Navengando Va", "Diapasón de la Chiquilleria", "Sabes A Última", "Pancho Jolo", "Me Gusta Me Gusta", "Diciembre" (Moised Peña), "El Cardenalito, Apacacio". Y también se destacan: “La rosa del Pensil” (Moisés Peña), "24 de Diciembre", “Doña Josefina” (Juan A. Martínez), “El retumbar del cañón” (Salomón Rojas), “Feliz Año Papá” (Moisés Peña), “El Tren” (Eligio Infante), “El niñito rubio” (Moisés Peña), “¿Qué es lo que pasa?” (Domingo Higuera).

## Solistas
Isabel Sánchez, Trina Blanco, Maryori Carballo, Edith Piña, Carmen Cecilia Fernández, Irma Acacio, Rebeca González, Yaquline Piña, Liliana Torres, Gloria Leal, Katedrine Sánchez, Sobeida Pérez, Catinas Rodríguez, Maribel Busnego, Norma Buznego, Cineyris Davila, Senaida Leal, Mariela Dugarte, Norelys Leal, Marianella Dugarte, Nicole Zapata, Hilda Velásquez, Morelba Carvajal

## Premios y reconocimientos
Grupo ganador del concurso de Radio Continente 1962 Venezuela 
Dos Guaicaipuro de Oro y dos Disco de Oro de la discográfica Velvet. 
Premio Mara de ORO
Premio Mara de Platino 
Premio Mara Internacional, mención diamante. 
Los Tucusitos declarados “bien cultural de la nación” Instituto de Patrimonio Cultural
La Universidad de Los Andes, condecora a la agrupación Los Tucusitos y entrega las llaves de la ciudad de Mérida .

## Anécdotas
Canción Apacacio fue un homenaje por el fallecimiento de un popular policía de tránsito en la esquina de sociedad, Caracas, por su disciplina indoblegable a la hora de hacer cumplir las normas de tránsito sin importar la investidura, se hizo popular.
En sus ensayos que se realizaban en distintos sitios, se conoce también los que se realizaban en el sector de Castillito , La Pastora , Caracas, Donde de manera inesperada recibieron la visita en sus ensayos del maestro Simón Díaz 